# Montpellier Handball

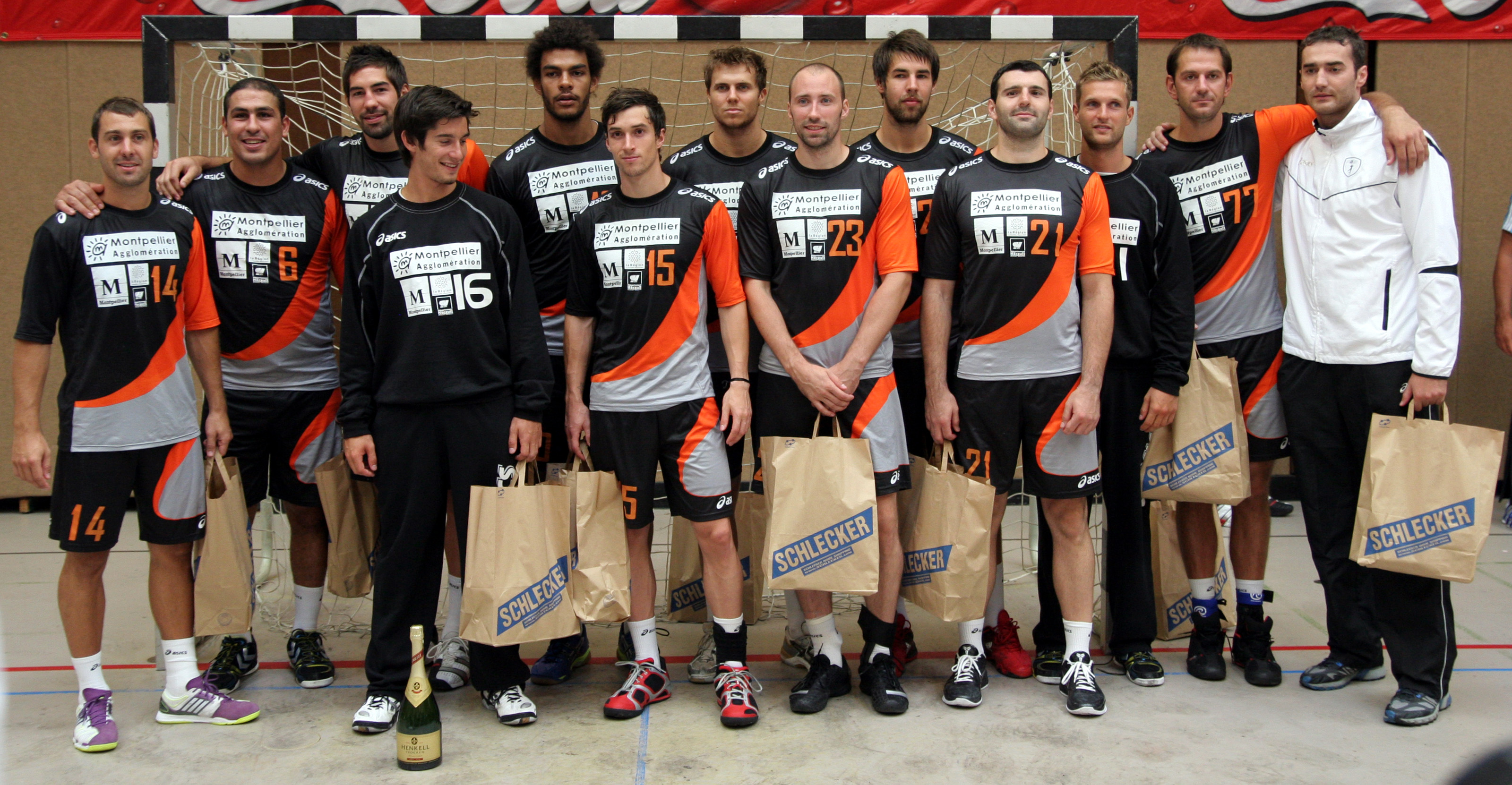
Ploeg van 2010

Montpellier Agglomération Handball, ook Montpellier HB genoemd, is een Franse handbalclub uit Montpellier. In 2003 won Montpellier de grootste prijs in het Europese handbal, de EHF Champions League. Montpellier is de enige Franse handbalclub ooit die deze titel wist te winnen.

## Erelijst
- Frans landskampioen 14x: 1995, 1998, 1999, 2000, 2002, 2003, 2004,  2005, 2006, 2008, 2009, 2010, 2011, 2012
- EHF Champions League 2x: 2003, 2018